# Wereldkampioenschappen beachvolleybal 2023 (vrouwen)
Het vrouwentoernooi van de wereldkampioenschappen beachvolleybal 2023 in Tlaxcala vond plaats van 6 tot en met 15 oktober. De Amerikaansen Sara Hughes en Kelly Cheng wonnen de wereldtitel ten koste van de titelverdedigers Ana Patrícia Ramos en Duda Lisboa uit Brazilië. Het eveneens Amerikaanse duo Kristen Nuss en Taryn Kloth won het brons door het Australische tweetal Mariafe Artacho del Solar en Taliqua Clancy in de troostfinale te verslaan.

## Groepsfase
|  | Direct naar laatste 32 |
|  | Naar tussenronde       |

### Groep A
| # | Ploeg               | Punten | Wedstrijden | Wedstrijden | Sets | Sets | Sets  | Spelpunten | Spelpunten | Spelpunten |
| # | Ploeg               | Punten | W           | V           | W    | V    | Ratio | W          | V          | Ratio      |
| - | ------------------- | ------ | ----------- | ----------- | ---- | ---- | ----- | ---------- | ---------- | ---------- |
| 1 | Ana Patrícia / Duda | 6      | 3           | 0           | 6    | 0    | MAX   | 126        | 78         | 1,615      |
| 2 | Placette / Richard  | 5      | 2           | 1           | 4    | 2    | 2,000 | 112        | 97         | 1,155      |
| 3 | Ahtiainen / Lahti   | 4      | 1           | 2           | 2    | 4    | 0,500 | 102        | 104        | 0,981      |
| 4 | Rivas / Vorpahl     | 3      | 0           | 3           | 0    | 6    | 0,000 | 65         | 126        | 0,516      |

| Datum     |                     | Score |                    | Set 1   | Set 2   | Set 3 |
| --------- | ------------------- | ----- | ------------------ | ------- | ------- | ----- |
| 7 oktober | Placette / Richard  | 2 – 0 | Ahtiainen / Lahti  | 21 – 17 | 21 – 15 |       |
| 7 oktober | Ana Patrícia / Duda | 2 – 0 | Rivas / Chris      | 21 – 10 | 21 – 13 |       |
| 8 oktober | Placette / Richard  | 2 – 0 | Rivas / Chris      | 21 – 10 | 21 – 13 |       |
| 8 oktober | Ana Patrícia / Duda | 2 – 0 | Ahtiainen / Lahti  | 21 – 14 | 21 – 14 |       |
| 9 oktober | Ahtiainen / Lahti   | 2 – 0 | Rivas / Chris      | 21 – 10 | 21 – 10 |       |
| 9 oktober | Ana Patrícia / Duda | 2 – 0 | Placette / Richard | 21 – 16 | 21 – 12 |       |

### Groep B
| # | Ploeg                  | Punten | Wedstrijden | Wedstrijden | Sets | Sets | Sets  | Spelpunten | Spelpunten | Spelpunten |
| # | Ploeg                  | Punten | W           | V           | W    | V    | Ratio | W          | V          | Ratio      |
| - | ---------------------- | ------ | ----------- | ----------- | ---- | ---- | ----- | ---------- | ---------- | ---------- |
| 1 | Nuss / Kloth           | 6      | 3           | 0           | 6    | 0    | MAX   | 126        | 91         | 1,385      |
| 2 | Andressa / Vitória     | 5      | 2           | 1           | 4    | 3    | 1,333 | 126        | 124        | 1,016      |
| 3 | Paulikienė / Raupelytė | 4      | 1           | 2           | 3    | 4    | 0,750 | 125        | 131        | 0,954      |
| 4 | Akiko / Yurika         | 3      | 0           | 3           | 0    | 6    | 0,000 | 104        | 135        | 0,770      |

| Datum     |                        | Score |                        | Set 1   | Set 2   | Set 3   |
| --------- | ---------------------- | ----- | ---------------------- | ------- | ------- | ------- |
| 7 oktober | Andressa / Vitória     | 2 – 1 | Paulikienė / Raupelytė | 21 – 13 | 14 – 21 | 15 – 13 |
| 7 oktober | Nuss / Kloth           | 2 – 0 | Akiko / Yurika         | 21 – 15 | 21 – 15 |         |
| 8 oktober | Nuss / Kloth           | 2 – 0 | Paulikienė / Raupelytė | 21 – 19 | 21 – 15 |         |
| 8 oktober | Andressa / Vitória     | 2 – 0 | Akiko / Yurika         | 21 – 9  | 28 – 26 |         |
| 9 oktober | Nuss / Kloth           | 2 – 0 | Andressa / Vitória     | 21 – 13 | 21 – 14 |         |
| 9 oktober | Paulikienė / Raupelytė | 2 – 0 | Akiko / Yurika         | 21 – 18 | 23 – 21 |         |

### Groep C
| # | Ploeg                   | Punten | Wedstrijden | Wedstrijden | Sets | Sets | Sets  | Spelpunten | Spelpunten | Spelpunten |
| # | Ploeg                   | Punten | W           | V           | W    | V    | Ratio | W          | V          | Ratio      |
| - | ----------------------- | ------ | ----------- | ----------- | ---- | ---- | ----- | ---------- | ---------- | ---------- |
| 1 | Hughes / Cheng          | 5      | 2           | 1           | 4    | 2    | 2,000 | 121        | 88         | 1,375      |
| 2 | Ágatha / Rebecca        | 5      | 2           | 1           | 5    | 2    | 2,500 | 138        | 111        | 1,243      |
| 3 | Ittlinger / Borger      | 5      | 2           | 1           | 4    | 3    | 1,333 | 125        | 112        | 1,116      |
| 4 | Albarran / Vidaurrazaga | 3      | 0           | 3           | 0    | 6    | 0,000 | 53         | 126        | 0,421      |

| Datum     |                    | Score |                         | Set 1   | Set 2   | Set 3   |
| --------- | ------------------ | ----- | ----------------------- | ------- | ------- | ------- |
| 6 oktober | Ágatha / Rebecca   | 1 – 2 | Ittlinger / Borger      | 18 – 21 | 21 – 18 | 12 – 15 |
| 6 oktober | Hughes / Cheng     | 2 – 0 | Albarran / Vidaurrazaga | 21 – 4  | 21 – 10 |         |
| 7 oktober | Hughes / Cheng     | 2 – 0 | Ittlinger / Borger      | 21 – 17 | 21 – 12 |         |
| 7 oktober | Ágatha / Rebecca   | 2 – 0 | Albarran / Vidaurrazaga | 21 – 6  | 21 – 14 |         |
| 8 oktober | Ittlinger / Borger | 2 – 0 | Albarran / Vidaurrazaga | 21 – 12 | 21 – 17 |         |
| 8 oktober | Hughes / Cheng     | 0 – 2 | Ágatha / Rebecca        | 15 – 21 | 22 – 24 |         |

### Groep D
| # | Ploeg                  | Punten | Wedstrijden | Wedstrijden | Sets | Sets | Sets  | Spelpunten | Spelpunten | Spelpunten |
| # | Ploeg                  | Punten | W           | V           | W    | V    | Ratio | W          | V          | Ratio      |
| - | ---------------------- | ------ | ----------- | ----------- | ---- | ---- | ----- | ---------- | ---------- | ---------- |
| 1 | Melissa / Wilkerson    | 6      | 3           | 0           | 6    | 0    | MAX   | 129        | 89         | 1,573      |
| 2 | Hermannová / Štochlová | 5      | 2           | 1           | 4    | 3    | 1,333 | 134        | 114        | 1,175      |
| 3 | Erika / Michelle       | 4      | 1           | 2           | 3    | 4    | 0,750 | 115        | 131        | 0,878      |
| 4 | Yakki / Mahassine      | 3      | 0           | 3           | 0    | 6    | 0,000 | 79         | 130        | 0,608      |

| Datum     |                        | Score |                        | Set 1   | Set 2   | Set 3   |
| --------- | ---------------------- | ----- | ---------------------- | ------- | ------- | ------- |
| 7 oktober | Hermannová / Štochlová | 2 – 1 | Erika / Michelle       | 21 – 14 | 17 – 21 | 15 – 10 |
| 7 oktober | Melissa / Brandie      | 2 – 0 | Yakki / Mahassine      | 21 – 9  | 21 – 10 |         |
| 8 oktober | Hermannová / Štochlová | 2 – 0 | Yakki / Mahassine      | 21 – 14 | 21 – 10 |         |
| 8 oktober | Melissa / Brandie      | 2 – 0 | Erika / Michelle       | 21 – 14 | 21 – 10 |         |
| 9 oktober | Melissa / Brandie      | 2 – 0 | Hermannová / Štochlová | 21 – 17 | 24 – 22 |         |
| 9 oktober | Erika / Michelle       | 2 – 0 | Yakki / Mahassine      | 25 – 21 | 21 – 13 |         |

### Groep E
| # | Ploeg                    | Punten | Wedstrijden | Wedstrijden | Sets | Sets | Sets  | Spelpunten | Spelpunten | Spelpunten |
| # | Ploeg                    | Punten | W           | V           | W    | V    | Ratio | W          | V          | Ratio      |
| - | ------------------------ | ------ | ----------- | ----------- | ---- | ---- | ----- | ---------- | ---------- | ---------- |
| 1 | Mariafe / Clancy         | 6      | 3           | 0           | 6    | 1    | 6,000 | 137        | 106        | 1,292      |
| 2 | Liliana / Paula          | 5      | 2           | 1           | 5    | 3    | 1,667 | 143        | 132        | 1,083      |
| 3 | Gruszczyńska / Wachowicz | 4      | 1           | 2           | 3    | 4    | 0,750 | 132        | 127        | 1,039      |
| 4 | Almánzar / Payano        | 3      | 0           | 3           | 0    | 6    | 0,000 | 79         | 126        | 0,627      |

| Datum     |                          | Score |                          | Set 1   | Set 2   | Set 3   |
| --------- | ------------------------ | ----- | ------------------------ | ------- | ------- | ------- |
| 7 oktober | Gruszczyńska / Wachowicz | 1 – 2 | Liliana / Paula          | 25 – 27 | 21 – 15 | 10 – 15 |
| 7 oktober | Mariafe / Clancy         | 2 – 0 | Almánzar / Payano        | 21 – 16 | 21 – 12 |         |
| 8 oktober | Gruszczyńska / Wachowicz | 2 – 0 | Almánzar / Payano        | 21 – 15 | 21 – 13 |         |
| 8 oktober | Mariafe / Clancy         | 2 – 1 | Liliana / Paula          | 17 – 21 | 21 – 17 | 15 – 6  |
| 9 oktober | Mariafe / Clancy         | 2 – 0 | Gruszczyńska / Wachowicz | 21 – 18 | 21 – 16 |         |
| 9 oktober | Liliana / Paula          | 2 – 0 | Almánzar / Payano        | 21 – 9  | 21 – 14 |         |

### Groep F
| # | Ploeg               | Punten | Wedstrijden | Wedstrijden | Sets | Sets | Sets  | Spelpunten | Spelpunten | Spelpunten |
| # | Ploeg               | Punten | W           | V           | W    | V    | Ratio | W          | V          | Ratio      |
| - | ------------------- | ------ | ----------- | ----------- | ---- | ---- | ----- | ---------- | ---------- | ---------- |
| 1 | Carol / Bárbara     | 6      | 3           | 0           | 6    | 1    | 6,000 | 145        | 118        | 1,229      |
| 2 | Ludwig / Lippmann   | 5      | 2           | 1           | 4    | 2    | 2,000 | 119        | 88         | 1,352      |
| 3 | Ishii / Mizoe       | 4      | 1           | 2           | 2    | 4    | 0,500 | 92         | 120        | 0,767      |
| 4 | Bianchin / Scampoli | 3      | 0           | 3           | 1    | 6    | 0,167 | 115        | 145        | 0,793      |

| Datum     |                   | Score |                     | Set 1   | Set 2   | Set 3  |
| --------- | ----------------- | ----- | ------------------- | ------- | ------- | ------ |
| 6 oktober | Carol / Bárbara   | 2 – 1 | Bianchin / Scampoli | 23 – 21 | 23 – 25 | 15 – 9 |
| 6 oktober | Ludwig / Lippmann | 2 – 0 | Ishii / Mizoe       | 21 – 12 | 21 – 10 |        |
| 7 oktober | Carol / Bárbara   | 2 – 0 | Ishii / Mizoe       | 21 – 19 | 21 – 9  |        |
| 7 oktober | Ludwig / Lippmann | 2 – 0 | Bianchin / Scampoli | 21 – 12 | 21 – 12 |        |
| 9 oktober | Carol / Bárbara   | 2 – 0 | Ludwig / Lippmann   | 21 – 19 | 21 – 16 |        |
| 9 oktober | Ishii / Mizoe     | 2 – 0 | Bianchin / Scampoli | 21 – 18 | 21 – 18 |        |

### Groep G
| # | Ploeg             | Punten | Wedstrijden | Wedstrijden | Sets | Sets | Sets  | Spelpunten | Spelpunten | Spelpunten |
| # | Ploeg             | Punten | W           | V           | W    | V    | Ratio | W          | V          | Ratio      |
| - | ----------------- | ------ | ----------- | ----------- | ---- | ---- | ----- | ---------- | ---------- | ---------- |
| 1 | Hüberli / Brunner | 6      | 3           | 0           | 6    | 1    | 6,000 | 144        | 121        | 1,190      |
| 2 | Tina / Anastasija | 5      | 2           | 1           | 5    | 2    | 2,500 | 142        | 116        | 1,224      |
| 3 | Ariana / Karelys  | 4      | 1           | 2           | 2    | 4    | 0,500 | 97         | 119        | 0,815      |
| 4 | Gallay / Pereyra  | 3      | 0           | 3           | 0    | 6    | 0,000 | 99         | 126        | 0,786      |

| Datum     |                   | Score |                   | Set 1   | Set 2   | Set 3   |
| --------- | ----------------- | ----- | ----------------- | ------- | ------- | ------- |
| 7 oktober | Hüberli / Brunner | 2 – 0 | Ariana / Karelys  | 21 – 19 | 21 – 11 |         |
| 7 oktober | Tina / Anastasija | 2 – 0 | Gallay / Pereyra  | 21 – 17 | 21 – 14 |         |
| 8 oktober | Hüberli / Brunner | 2 – 0 | Gallay / Pereyra  | 21 – 18 | 21 – 15 |         |
| 8 oktober | Tina / Anastasija | 2 – 0 | Ariana / Karelys  | 21 – 11 | 21 – 14 |         |
| 9 oktober | Hüberli / Brunner | 2 – 1 | Tina / Anastasija | 21 – 19 | 23 – 25 | 16 – 14 |
| 9 oktober | Gallay / Pereyra  | 2 – 0 | Ariana / Karelys  | 19 – 21 | 16 – 21 |         |

### Groep H
| # | Ploeg            | Punten | Wedstrijden | Wedstrijden | Sets | Sets | Sets  | Spelpunten | Spelpunten | Spelpunten |
| # | Ploeg            | Punten | W           | V           | W    | V    | Ratio | W          | V          | Ratio      |
| - | ---------------- | ------ | ----------- | ----------- | ---- | ---- | ----- | ---------- | ---------- | ---------- |
| 1 | Stam / Schoon    | 5      | 2           | 1           | 4    | 3    | 1,333 | 133        | 114        | 1,167      |
| 2 | Esmée / Zoé      | 5      | 2           | 1           | 5    | 2    | 2,500 | 138        | 122        | 1,131      |
| 3 | Pavan / McBain   | 4      | 1           | 2           | 3    | 4    | 0,750 | 119        | 126        | 0,944      |
| 4 | Navas / González | 4      | 1           | 2           | 2    | 5    | 0,400 | 110        | 138        | 0,797      |

| Datum     |                | Score |                  | Set 1   | Set 2   | Set 3   |
| --------- | -------------- | ----- | ---------------- | ------- | ------- | ------- |
| 7 oktober | Stam / Schoon  | 2 – 0 | Navas / González | 21 – 11 | 21 – 18 |         |
| 7 oktober | Esmée / Zoé    | 2 – 0 | Pavan / McBain   | 21 – 19 | 21 – 15 |         |
| 8 oktober | Stam / Schoon  | 2 – 1 | Pavan / McBain   | 21 – 15 | 17 – 21 | 15 – 9  |
| 8 oktober | Esmée / Zoé    | 1 – 2 | Navas / González | 21 – 13 | 20 – 22 | 13 – 15 |
| 9 oktober | Stam / Schoon  | 0 – 2 | Esmée / Zoé      | 19 – 21 | 19 – 21 |         |
| 9 oktober | Pavan / McBain | 2 – 0 | Navas / González | 21 – 19 | 21 – 12 |         |

### Groep I
| # | Ploeg            | Punten | Wedstrijden | Wedstrijden | Sets | Sets | Sets  | Spelpunten | Spelpunten | Spelpunten |
| # | Ploeg            | Punten | W           | V           | W    | V    | Ratio | W          | V          | Ratio      |
| - | ---------------- | ------ | ----------- | ----------- | ---- | ---- | ----- | ---------- | ---------- | ---------- |
| 1 | Cannon / Kraft   | 5      | 2           | 1           | 4    | 2    | 2,000 | 127        | 114        | 1,114      |
| 2 | Xue / Xia        | 5      | 2           | 1           | 4    | 2    | 2,000 | 94         | 75         | 1,253      |
| 3 | Álvarez / Moreno | 5      | 2           | 1           | 4    | 2    | 2,000 | 102        | 114        | 0,895      |
| 4 | Torres / Rivera  | 3      | 0           | 3           | 0    | 6    | 0,000 | 83         | 127        | 0,654      |

| Datum     |                  | Score |                  | Set 1   | Set 2   | Set 3 |
| --------- | ---------------- | ----- | ---------------- | ------- | ------- | ----- |
| 6 oktober | Cannon / Kraft   | 0 – 2 | Álvarez / Moreno | 26 – 28 | 15 – 21 |       |
| 6 oktober | Xue / Xia        | 2 – 0 | Torres / Rivera  | 21 – 12 | 21 – 9  |       |
| 7 oktober | Cannon / Kraft   | 2 – 0 | Torres / Rivera  | 21 – 11 | 22 – 20 |       |
| 7 oktober | Xue / Xia        | 2 – 0 | Álvarez / Moreno | 21 – 11 | 21 – 0  |       |
| 9 oktober | Álvarez / Moreno | 2 – 0 | Torres / Rivera  | 21 – 16 | 21 – 15 |       |
| 9 oktober | Xue / Xia        | 0 – 2 | Cannon / Kraft   | 20 – 22 | 14 – 21 |       |

### Groep J
| # | Ploeg                | Punten | Wedstrijden | Wedstrijden | Sets | Sets | Sets  | Spelpunten | Spelpunten | Spelpunten |
| # | Ploeg                | Punten | W           | V           | W    | V    | Ratio | W          | V          | Ratio      |
| - | -------------------- | ------ | ----------- | ----------- | ---- | ---- | ----- | ---------- | ---------- | ---------- |
| 1 | Scoles / Flint       | 6      | 3           | 0           | 6    | 0    | MAX   | 126        | 78         | 1,615      |
| 2 | Gottardi / Menegatti | 5      | 2           | 1           | 4    | 3    | 1,333 | 128        | 100        | 1,280      |
| 3 | Klinger / Klinger    | 4      | 1           | 2           | 3    | 4    | 0,750 | 113        | 127        | 0,890      |
| 4 | Quesada / Williams   | 3      | 0           | 3           | 0    | 6    | 0,000 | 64         | 126        | 0,508      |

| Datum     |                      | Score |                    | Set 1   | Set 2   | Set 3   |
| --------- | -------------------- | ----- | ------------------ | ------- | ------- | ------- |
| 7 oktober | Gottardi / Menegatti | 2 – 0 | Queseda / Williams | 21 – 9  | 21 – 9  |         |
| 7 oktober | Scoles / Flint       | 2 – 0 | Klinger / Klinger  | 21 – 17 | 21 – 14 |         |
| 8 oktober | Gottardi / Menegatti | 2 – 1 | Klinger / Klinger  | 21 – 19 | 18 – 21 | 15 – 10 |
| 8 oktober | Scoles / Flint       | 2 – 0 | Queseda / Williams | 21 – 4  | 21 – 11 |         |
| 9 oktober | Gottardi / Menegatti | 0 – 2 | Scoles / Flint     | 14 – 21 | 18 – 21 |         |
| 9 oktober | Klinger / Klinger    | 2 – 0 | Queseda / Williams | 21 – 16 | 21 – 15 |         |

### Groep K
| # | Ploeg             | Punten | Wedstrijden | Wedstrijden | Sets | Sets | Sets  | Spelpunten | Spelpunten | Spelpunten |
| # | Ploeg             | Punten | W           | V           | W    | V    | Ratio | W          | V          | Ratio      |
| - | ----------------- | ------ | ----------- | ----------- | ---- | ---- | ----- | ---------- | ---------- | ---------- |
| 1 | Müller / Tillmann | 5      | 2           | 1           | 4    | 3    | 1,333 | 137        | 126        | 1,087      |
| 2 | Dong / Wang       | 5      | 2           | 1           | 4    | 2    | 2,000 | 113        | 115        | 0,983      |
| 3 | Tainá / Victória  | 4      | 1           | 2           | 3    | 4    | 0,750 | 131        | 134        | 0,978      |
| 4 | Alix / Harward    | 4      | 1           | 2           | 2    | 4    | 0,500 | 115        | 121        | 0,950      |

| Datum     |                   | Score |                  | Set 1   | Set 2   | Set 3   |
| --------- | ----------------- | ----- | ---------------- | ------- | ------- | ------- |
| 7 oktober | Müller / Tillmann | 0 – 2 | Alix / Harward   | 23 – 25 | 14 – 21 |         |
| 7 oktober | Tainá / Victória  | 0 – 2 | Dong / Wang      | 19 – 21 | 19 – 21 |         |
| 8 oktober | Müller / Tillmann | 2 – 0 | Dong / Wang      | 21 – 13 | 21 – 16 |         |
| 8 oktober | Tainá / Victória  | 2 – 0 | Alix / Harward   | 21 – 17 | 21 – 17 |         |
| 9 oktober | Müller / Tillmann | 2 – 1 | Tainá / Victória | 21 – 15 | 22 – 24 | 15 – 12 |
| 9 oktober | Dong / Wang       | 2 – 0 | Alix / Harward   | 21 – 16 | 21 – 19 |         |

### Groep L
| # | Ploeg                               | Punten | Wedstrijden | Wedstrijden | Sets | Sets | Sets  | Spelpunten | Spelpunten | Spelpunten |
| # | Ploeg                               | Punten | W           | V           | W    | V    | Ratio | W          | V          | Ratio      |
| - | ----------------------------------- | ------ | ----------- | ----------- | ---- | ---- | ----- | ---------- | ---------- | ---------- |
| 1 | Vergé-Dépré / Mäder                 | 6      | 3           | 0           | 6    | 1    | 6,000 | 142        | 94         | 1,511      |
| 2 | Naraphornrapat / Worapeerachayakorn | 5      | 2           | 1           | 5    | 2    | 2,500 | 135        | 118        | 1,144      |
| 3 | Gutiérrez / Flores                  | 4      | 1           | 2           | 2    | 4    | 0,500 | 95         | 100        | 0,950      |
| 4 | Vanessa / Sinaportar                | 3      | 0           | 3           | 0    | 6    | 0,000 | 66         | 126        | 0,524      |

| Datum     |                                     | Score |                                     | Set 1   | Set 2   | Set 3   |
| --------- | ----------------------------------- | ----- | ----------------------------------- | ------- | ------- | ------- |
| 6 oktober | Gutiérrez / Flores                  | 2 – 0 | Vanessa / Sinaportar                | 21 – 8  | 21 – 8  |         |
| 6 oktober | Vergé-Dépré / Mäder                 | 2 – 1 | Naraphornrapat / Worapeerachayakorn | 22 – 24 | 21 – 15 | 15 – 12 |
| 7 oktober | Gutiérrez / Flores                  | 0 – 2 | Naraphornrapat / Worapeerachayakorn | 15 – 21 | 17 – 21 |         |
| 7 oktober | Vergé-Dépré / Mäder                 | 2 – 0 | Vanessa / Sinaportar                | 21 – 11 | 21 – 11 |         |
| 9 oktober | Gutiérrez / Flores                  | 0 – 2 | Vergé-Dépré / Mäder                 | 6 – 21  | 15 – 21 |         |
| 9 oktober | Naraphornrapat / Worapeerachayakorn | 2 – 0 | Vanessa / Sinaportar                | 21 – 15 | 21 – 13 |         |

### Tussenronde
| Datum      |                        | Score |                    | Set 1   | Set 2   | Set 3   |
| ---------- | ---------------------- | ----- | ------------------ | ------- | ------- | ------- |
| 10 oktober | Pavan / McBain         | 2 – 0 | Ariana / Karelys   | 21 – 13 | 21 – 10 |         |
| 10 oktober | Erika / Michelle       | 1 – 2 | Ahtiainen / Lahti  | 21 – 18 | 17 – 21 | 9 – 15  |
| 10 oktober | Paulikienė / Raupelytė | 2 – 0 | Ishii / Mizoe      | 21 – 17 | 21 – 17 |         |
| 10 oktober | Klinger / Klinger      | 2 – 1 | Gutiérrez / Flores | 21 – 18 | 19 – 21 | 15 – 10 |

## Knockoutfase

### Finales
| Finale |                     |    |    |  |
|        |                     |    |    |  |
| 1      | Ana Patrícia / Duda | 16 | 20 |  |
| 3      | Hughes / Cheng      | 21 | 22 |  |

| Troostfinale |                  |    |    |    |
|              |                  |    |    |    |
| 5            | Mariafe / Clancy | 21 | 19 | 8  |
| 2            | Nuss / Kloth     | 15 | 21 | 15 |

### Bovenste helft
| Zestiende finale | Zestiende finale                    | Zestiende finale | Zestiende finale | Zestiende finale |  |    | Achtste finale       | Achtste finale      | Achtste finale | Achtste finale | Achtste finale |  |  | Kwartfinale | Kwartfinale         | Kwartfinale | Kwartfinale | Kwartfinale |  |  | Halve finale | Halve finale        | Halve finale | Halve finale | Halve finale |
|                  |                                     |                  |                  |                  |  |    |                      |                     |                |                |                |  |  |             |                     |             |             |             |  |  |              |                     |              |              |              |
| 1                | Ana Patrícia / Duda                 | 21               | 21               |                  |  |    |                      |                     |                |                |                |  |  |             |                     |             |             |             |  |  |              |                     |              |              |              |
| 26               | Paulikienė / Raupelytė              | 14               | 15               |                  |  |    | 1                    | Ana Patrícia / Duda | 25             | 21             |                |  |  |             |                     |             |             |             |  |  |              |                     |              |              |              |
| 9                | Xue / Xia                           | 21               | 21               |                  |  | 9  | Xue / Xia            | 23                  | 18             |                |                |  |  |             |                     |             |             |             |  |  |              |                     |              |              |              |
| 36               | Naraphornrapat / Worapeerachayakorn | 12               | 16               |                  |  |    |                      |                     |                |                |                |  |  | 1           | Ana Patrícia / Duda | 21          | 21          |             |  |  |              |                     |              |              |              |
| 16               | Cannon / Kraft                      | 22               | 24               | 15               |  |    |                      |                     |                |                |                |  |  | 8           | Stam / Schoon       | 16          | 16          |             |  |  |              |                     |              |              |              |
| 23               | Andressa / Vitória                  | 24               | 22               | 12               |  |    | 16                   | Cannon / Kraft      | 18             | 17             |                |  |  |             |                     |             |             |             |  |  |              |                     |              |              |              |
| 33               | Álvarez / Moreno                    | 32               | 21               |                  |  | 8  | Stam / Schoon        | 21                  | 21             |                |                |  |  |             |                     |             |             |             |  |  |              |                     |              |              |              |
| 8                | Stam / Schoon                       | 34               | 23               |                  |  |    |                      |                     |                |                |                |  |  |             |                     |             |             |             |  |  | 1            | Ana Patrícia / Duda | 21           | 21           |              |
| 5                | Mariafe / Clancy                    | 21               | 25               |                  |  |    |                      |                     |                |                |                |  |  |             |                     |             |             |             |  |  | 5            | Mariafe / Clancy    | 17           | 14           |              |
| 27               | Ittlinger / Borger                  | 19               | 23               |                  |  |    | 5                    | Mariafe / Clancy    | 21             | 15             | 15             |  |  |             |                     |             |             |             |  |  |              |                     |              |              |              |
| 10               | Gottardi / Menegatti                | 22               | 21               |                  |  | 10 | Gottardi / Menegatti | 18                  | 21             | 11             |                |  |  |             |                     |             |             |             |  |  |              |                     |              |              |              |
| 13               | Vergé-Dépré / Mäder                 | 20               | 15               |                  |  |    |                      |                     |                |                |                |  |  | 5           | Mariafe / Clancy    | 22          | 21          |             |  |  |              |                     |              |              |              |
| 17               | Esmée / Zoé                         | 26               | 24               |                  |  |    |                      |                     |                |                |                |  |  | 4           | Melissa / Brandie   | 20          | 16          |             |  |  |              |                     |              |              |              |
| 24               | Placette / Richard                  | 24               | 16               | 14               |  |    | 17                   | Esmée / Zoé         | 14             | 11             |                |  |  |             |                     |             |             |             |  |  |              |                     |              |              |              |
| 25               | Ahtiainen / Lahti                   | 17               | 17               |                  |  | 4  | Melissa / Brandie    | 21                  | 21             |                |                |  |  |             |                     |             |             |             |  |  |              |                     |              |              |              |
| 4                | Melissa / Brandie                   | 21               | 21               |                  |  |    |                      |                     |                |                |                |  |  |             |                     |             |             |             |  |  |              |                     |              |              |              |

### Onderste helft
| Zestiende finale | Zestiende finale         | Zestiende finale | Zestiende finale | Zestiende finale |  |    | Achtste finale    | Achtste finale    | Achtste finale | Achtste finale | Achtste finale |  |  | Kwartfinale | Kwartfinale       | Kwartfinale | Kwartfinale | Kwartfinale |  |  | Halve finale | Halve finale   | Halve finale | Halve finale | Halve finale |
|                  |                          |                  |                  |                  |  |    |                   |                   |                |                |                |  |  |             |                   |             |             |             |  |  |              |                |              |              |              |
| 3                | Hughes / Cheng           | 27               | 19               | 15               |  |    |                   |                   |                |                |                |  |  |             |                   |             |             |             |  |  |              |                |              |              |              |
| 34               | Klinger / Klinger        | 25               | 21               | 9                |  |    | 3                 | Hughes / Cheng    | 19             | 21             | 25             |  |  |             |                   |             |             |             |  |  |              |                |              |              |              |
| 18               | Tina / Anastasija        | 21               | 21               |                  |  | 18 | Tina / Anastasija | 21                | 16             | 11             |                |  |  |             |                   |             |             |             |  |  |              |                |              |              |              |
| 35               | Dong / Wang              | 14               | 17               |                  |  |    |                   |                   |                |                |                |  |  | 3           | Hughes / Cheng    | 21          | 21          |             |  |  |              |                |              |              |              |
| 11               | Müller / Tillmann        | 22               | 21               |                  |  |    |                   |                   |                |                |                |  |  | 14          | Tainá / Victória  | 14          | 16          |             |  |  |              |                |              |              |              |
| 29               | Liliana / Paula          | 20               | 16               |                  |  |    | 11                | Müller / Tillmann | 19             | 24             | 13             |  |  |             |                   |             |             |             |  |  |              |                |              |              |              |
| 14               | Tainá / Victória         | 22               | 17               | 16               |  | 14 | Tainá / Victória  | 21                | 22             | 15             |                |  |  |             |                   |             |             |             |  |  |              |                |              |              |              |
| 6                | Carol / Bárbara          | 20               | 21               | 14               |  |    |                   |                   |                |                |                |  |  |             |                   |             |             |             |  |  | 3            | Hughes / Cheng | 18           | 21           | 15           |
| 7                | Hüberli / Brunner        | 21               | 21               |                  |  |    |                   |                   |                |                |                |  |  |             |                   |             |             |             |  |  | 2            | Nuss / Kloth   | 21           | 12           | 13           |
| 20               | Gruszczyńska / Wachowicz | 16               | 14               |                  |  |    | 7                 | Hüberli / Brunner | 21             | 27             |                |  |  |             |                   |             |             |             |  |  |              |                |              |              |              |
| 21               | Hermannová / Štochlová   | 21               | 8                |                  |  | 15 | Scoles / Flint    | 17                | 25             |                |                |  |  |             |                   |             |             |             |  |  |              |                |              |              |              |
| 15               | Scoles / Flint           | 23               | 21               |                  |  |    |                   |                   |                |                |                |  |  | 7           | Hüberli / Brunner | 17          | 21          | 8           |  |  |              |                |              |              |              |
| 22               | Ágatha / Rebecca         | 19               | 22               | 15               |  |    |                   |                   |                |                |                |  |  | 2           | Nuss / Kloth      | 21          | 19          | 15          |  |  |              |                |              |              |              |
| 19               | Ludwig / Lippmann        | 21               | 20               | 8                |  |    | 22                | Ágatha / Rebecca  | 22             | 14             |                |  |  |             |                   |             |             |             |  |  |              |                |              |              |              |
| 32               | Pavan / McBain           | 21               | 12               |                  |  | 2  | Nuss / Kloth      | 24                | 21             |                |                |  |  |             |                   |             |             |             |  |  |              |                |              |              |              |
| 2                | Nuss / Kloth             | 23               | 21               |                  |  |    |                   |                   |                |                |                |  |  |             |                   |             |             |             |  |  |              |                |              |              |              |

1997 ·
1999 ·
2001 ·
2003 ·
2005 ·
2007 ·
2009 ·
2011 ·
2013 ·
2015 ·
2017 ·
2019 ·
2022 ·
2023